# Будмерице (район Пезинок)
Будмерице (словац. Budmerice, нем. Pudmeritz, венг. Gidrafa) — деревня и одноимённая община в районе Пезинок Братиславского края Словакии. Расположена в юго-западной Словакии в долине Малых Карпат.
Расположен на реке Гидра. Находится к востоку от Модры, примерно в 15 км от Трнавы и в 37 км от столицы страны г. Братислава.
Площадь — 30,08 км². Высота 176 м.

## История
Впервые упоминается в 1296 году как Будмер .

## Население
| Год:                | 1994 | 2004     | 2014     | 2024    |
| ------------------- | ---- | -------- | -------- | ------- |
| Количество человек: | 1866 | 2095     | 2356     | 2494    |
| Разница:            |      | +12,27 % | +12,45 % | +5,85 % |

По состоянию на конец 2022 года население составляло 2 489 человек. Плотность — 82,75 чел/кв.км.

## Достопримечательности

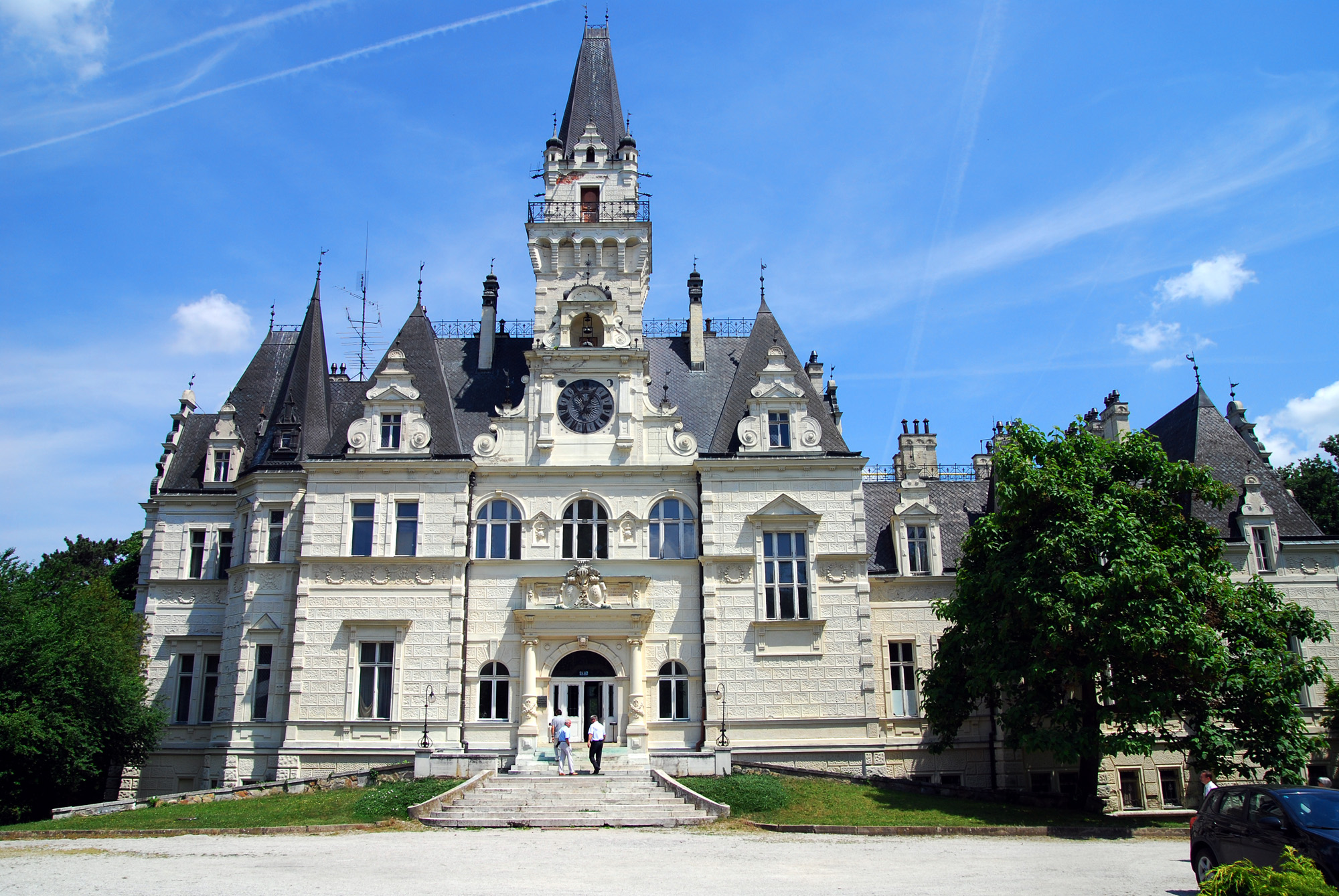
Замок Будмерице

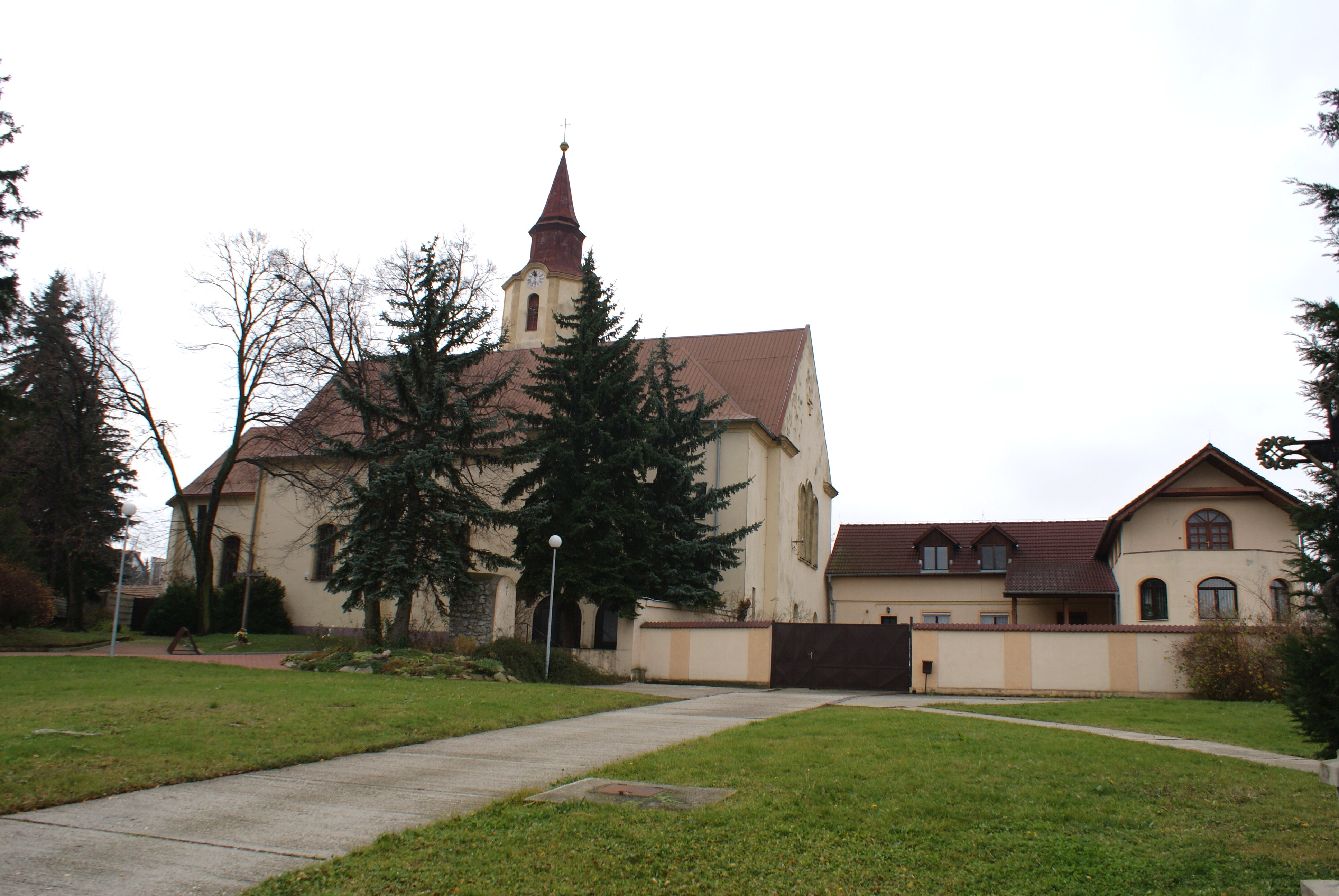
Костёл

- В деревне расположен замок Будмерице (1889), построенный семьёй Пальфи в псевдоготическом стиле. В настоящее время принадлежит Союзу Словацких Писателей.
- Костёл Воздвижения святого Креста